# Alaksandr Dabrawolski
Alaksandr Alhiertawicz Dabrawolski (biał. Аляксандр Альгертавіч Дабравольскі, ros. Александр Ольгертович Добровольский, Aleksandr Olgiertowicz Dobrowolski; ur. 23 listopada 1958 w Sule) – białoruski polityk, deputowany do Rady Najwyższej Republiki Białorusi XIII kadencji.

## Życiorys

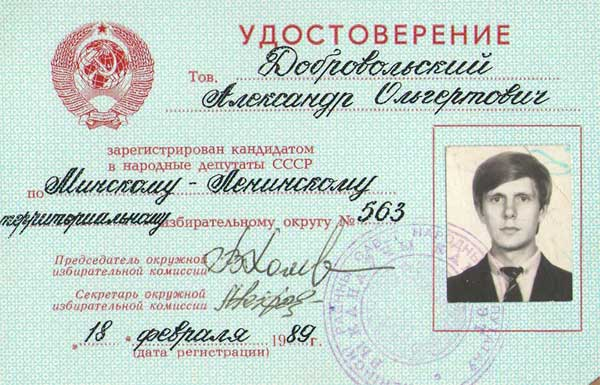
Zaświadczenie Alaksandra Dabrawolskiego o rejestracji na kandydata na deputowanego ludowego ZSRR

Urodził się 23 listopada 1958 roku we wsi Suła, w rejonie stołpeckim obwodu mińskiego Białoruskiej SRR, ZSRR. W 1982 roku ukończył studia na Wydziale Radiofizyki i Elektroniki, a w 1995 roku – na Wydziale Prawa Białoruskiego Uniwersytetu Państwowego, uzyskując wykształcenie odpowiednio inżyniera konstruktora i prawnika. W 1980 roku pracował jako technik w Naukowo-Badawczym Instytucie Fizyki Stosowanej w Mińsku. W latach 1982–1991 był inżynierem konstruktorem w Biurze Konstrukcyjnym Precyzyjnego Elektronicznego Budownictwa Maszynowego.
W latach 1989–1991 był deputowanym do Rady Najwyższej ZSRR. Pełnił funkcję zastępcy przewodniczącego Komitetu Praw i Swobód Obywatelskich Rady Najwyższej ZSRR, był członkiem Międzyregionalnej Grupy Deputowanych. W latach 1992–1995 pracował jako wicedyrektor, pracownik naukowy Niezależnego Instytutu Badań Socjalno-Ekonomicznych i Politycznych. Był jednym z organizatorów Zjednoczonej Partii Demokratycznej Białorusi. W latach 1990–1991 pełnił funkcję członka jej Rady, w latach 1991–1995 – przewodniczącego. Po zjednoczeniu z Partią Obywatelską w 1995 roku objął stanowisko zastępcy przewodniczącego nowo powstałego ugrupowania – Zjednoczonego Partii Obywatelskiej.
W pierwszej turze uzupełniających wyborów parlamentarnych 29 listopada 1995 roku został wybrany na deputowanego do Rady Najwyższej Republiki Białorusi XIII kadencji z plachanouskiego okręgu wyborczego nr 227 miasta Mińska. 5 grudnia 1995 roku został zarejestrowany przez centralną komisję wyborczą, a 9 stycznia 1996 roku zaprzysiężony na deputowanego. Od 23 stycznia pełnił w Radzie Najwyższej funkcję członka Stałej Komisji ds. Praw Człowieka, Kwestii Narodowościowych, Środków Masowego Przekazu, Kontaktu ze Zjednoczeniami Społecznymi i Organizacjami Religijnymi. Był przewodniczącym Podkomisji ds. Środków Masowego Przekazu, Kontaktu ze Zjednoczeniami Społecznymi i Organizacjami Religijnymi. Należał do opozycyjnej wobec prezydenta Alaksandra Łukaszenki frakcji „Działanie Obywatelskie”. Od 3 czerwca był przewodniczącym grupy roboczej Rady Najwyższej ds. współpracy z parlamentem Rzeczypospolitej Polskiej. 27 listopada 1996 roku, po dokonanej przez prezydenta kontrowersyjnej i częściowo nieuznanej międzynarodowo zmianie konstytucji, nie wszedł w skład utworzonej przez niego Izby Reprezentantów Zgromadzenia Narodowego Republiki Białorusi I kadencji. Zgodnie z Konstytucją Białorusi z 1994 roku jego mandat deputowanego do Rady Najwyższej zakończył się 9 stycznia 2001 roku; kolejne wybory do tego organu jednak nigdy się nie odbyły.
Alaksandr Dabrawolski usiłował kandydować w wyborach parlamentarnych w 2004 roku, jednak został skreślony na odległość przez okręgową komisję wyborczą. W 2005 roku był jednym z organizatorów Kongresu Sił Demokratycznych i jednym z szefów sztabu przedwyborczego kandydata na prezydenta w wyborach 2006 roku, Alaksandra Milinkiewicza.
Pełni funkcję doradcy politycznego w gabinecie Swiatłany Cichanouskiej.
W marcu 2024 roku wyszła na jaw informacja, że Dabrawolski i trzy inne osoby zostały skazane zaocznie na cztery lata więzienia rzekomo za próbę zakłócenia referendum w 2022 roku. Jeszcze w tym samym roku Dabrawolski, oskarżony o bycie przywódcą „grupy ekstremistycznej” w sprawie „analityków Cichanouskiej”, został zaocznie skazany na dalsze 11 i pół roku więzienia i grzywnę.

## Życie prywatne
Alaksandr Dabrawolski jest żonaty, ma dwoje dzieci. W 1995 roku mieszkał w Mińsku.

## Odznaczenia
- Medal 100-lecia Białoruskiej Republiki Ludowej – 2019[11]